# El Nuevo Siglo
El Nuevo Siglo (deutsch Das Neue Jahrhundert) ist eine erstmals am 1. Februar 1936 in Bogotá erschienene konservative kolumbianische Tageszeitung. Der permanent eigenständige Stil seines dazugehörenden Internetauftritts versorgt heute seine Leser mit Nachrichten, Analysen, Interviews und Berichten in Echtzeit. Es ist ein politisches Meinungsblatt und bekannt dafür zur vormaligen Regierung von Präsident Álvaro Uribe Vélez eine kritische Haltung eingenommen zu haben.

## Historie
Die Zeitung wurde ursprünglich im Jahr 1925 unter dem Namen El Siglo von dem ehemaligen Präsidenten Kolumbiens Laureano Gómez Castro und José de la Vega gegründet, aber seine standhafte Opposition gegen die Militärherrschaft von General Gustavo Rojas Pinilla führte dazu, dass die Regierung EL Nuevo Siglo im Jahr 1953 am Erscheinen hinderte. Erst am Ende der Diktatur, im Jahr 1957, konnte das Blatt wieder herausgebracht werden.
Seit 1990 erfuhr das Blatt drastische Veränderungen in der Präsentation und erschien fortan im Tabloid-Format.